# تیم سال پی‌اف‌ای

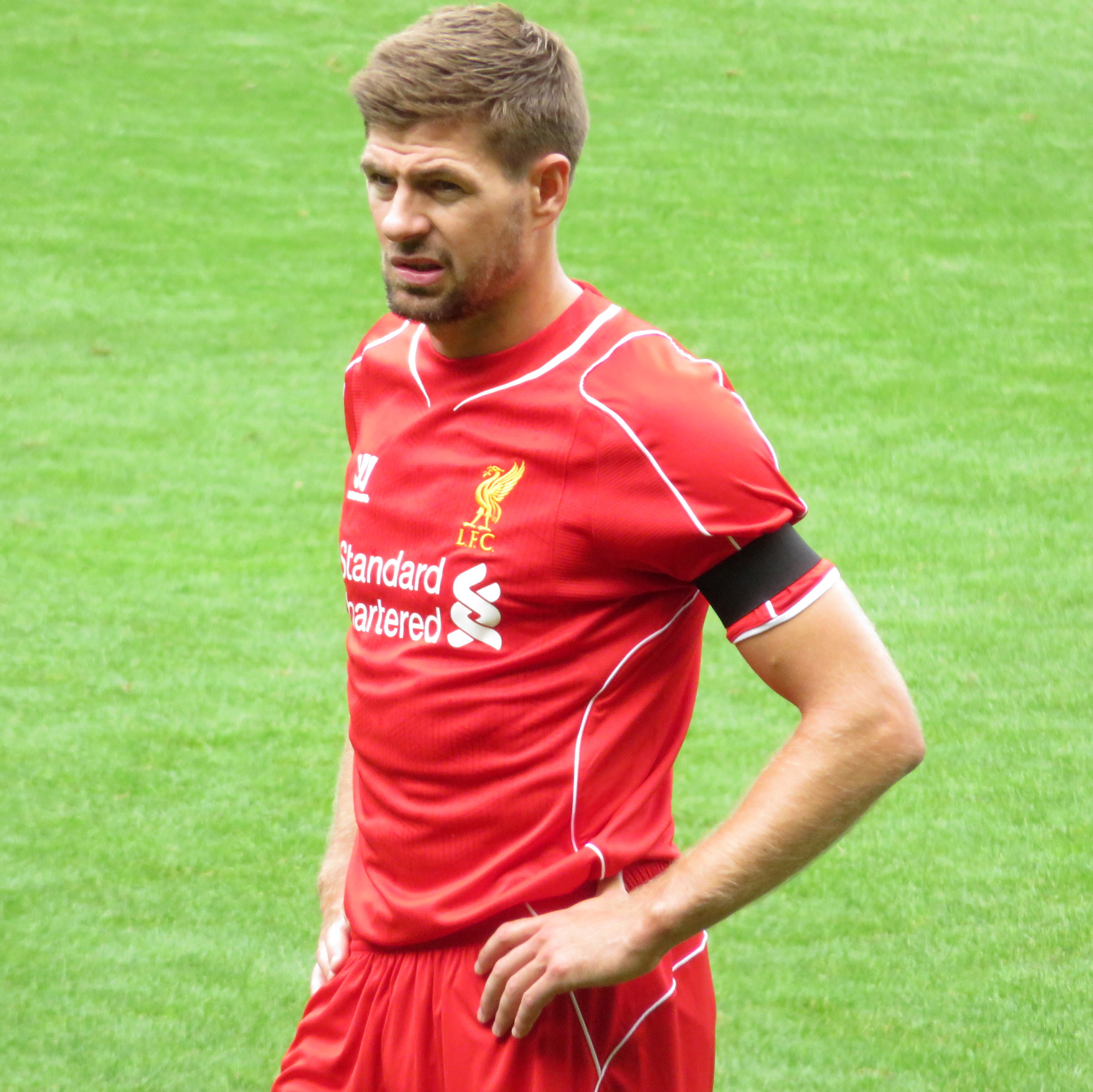
استیون جرارد در حال بازی برای لیورپول در یک بازی دوستانه مقابل بروسیا دورتموند در 10 آگوست 2014

تیم سال اتحادیه فوتبالیست‌های حرفه‌ای (انگلیسی: Professional Footballers' Association Team of the Year) یا تیم سال پی‌اف‌ای (انگلیسی: PFA Team of the Year) یا به اختصار تیم سال جایزه‌ای است که هر سال به ۴۴ بازیکن که در چهار لیگ لیگ برتر انگلستان، چمپیونشیپ، لیگ یک انگلستان و لیگ دو انگلستان بازی می‌کنند و از نظر این اتحادیه، شایستگی حضور در این تیم را دارند، اهدا می‌شود. پیتر شیلتون با ۱۰ حضور در تیم منتخب سال در دوران حضورش در دسته یک، رکورددار است. هم‌چنین استیون جرارد با ۸ حضور در دوران حضورش در لیگ برتر از این حیث رکورددار حضور در تیم سال می‌باشد.

## برندگان
- تیم سال پی‌اف‌ای (دهه ۱۹۷۰)
- تیم سال پی‌اف‌ای (دهه ۱۹۸۰)
- تیم سال پی‌اف‌ای (دهه ۱۹۹۰)
- تیم سال پی‌اف‌ای (دهه ۲۰۰۰)
- تیم سال پی‌اف‌ای (دهه ۲۰۱۰)
- تیم سال پی‌اف‌ای (دهه ۲۰۲۰)